# Biblioteca Riccardiana
La Biblioteca Riccardiana, fundada en Florencia en torno a 1600 por Riccardo Romolo Riccardi, fue establecida en su ubicación actual (en la parte posterior del Palacio Medici Riccardi, con acceso desde la Via de 'Ginori) a finales del siglo xvii.

## Historia
En 1715 fue abierta al público y en 1812 se puso en subasta, pero el municipio fue autorizado por el gobierno napoleónico para comprarla por 131.000 francos. Desde 1813 pertenece a la Accademia della Crusca.
Esta biblioteca contiene libros y manuscritos, (4.415
volúmenes y 4.900 cartas), una colección de dibujos (276) y unas 62.000 monografías, con una importante colección de obras anteriores a 1800.
Entre las múltiples joyas que posee en sus fondos se puede resaltar un manuscrito del siglo X con el texto de las obras de Plinio el Joven, con la historia de Venecia hasta 1275, Las leyendas de Santa Margarita y Santa Inés del siglo XIII, el autógrafo de la Historia de Florencia de Maquiavelo, la relación del viaje de fra Odorico da Pordenone a la India (1318), una copia manuscrita de la Divina Comedia con un retrato del poeta y otra copia de la Divina Comedia transcrita por Francesco di Ser Nardo en la primera mitad del siglo XIV y que contiene las armas de los Alighieri; el texto de la Nova Cronica de Giovanni Villani, transcritas por Mateo Villani en 1377 y adquirida por Bernardo Davanzati en 1588, una copia de la Convivio de Dante, apostilla por Torquato Tasso, el texto original de los triunfos de Petrarca, una miniatura de Aristóteles de Attavante Attavanti (1452-1517), una carta original de Cristóbal Colón robada a mediados del siglo XX y posteriormente recuperada y otras reliquias. 
Pero el patrimonio de la biblioteca es extenso y en gran parte, aún no está publicado, por lo que a menudo se efectúan nuevos descubrimientos.
Junto a esta hay otra biblioteca, la Biblioteca Moreniana, adyacente al lugar, pero separadas desde el punto de vista administrativo e histórico.

## Galería

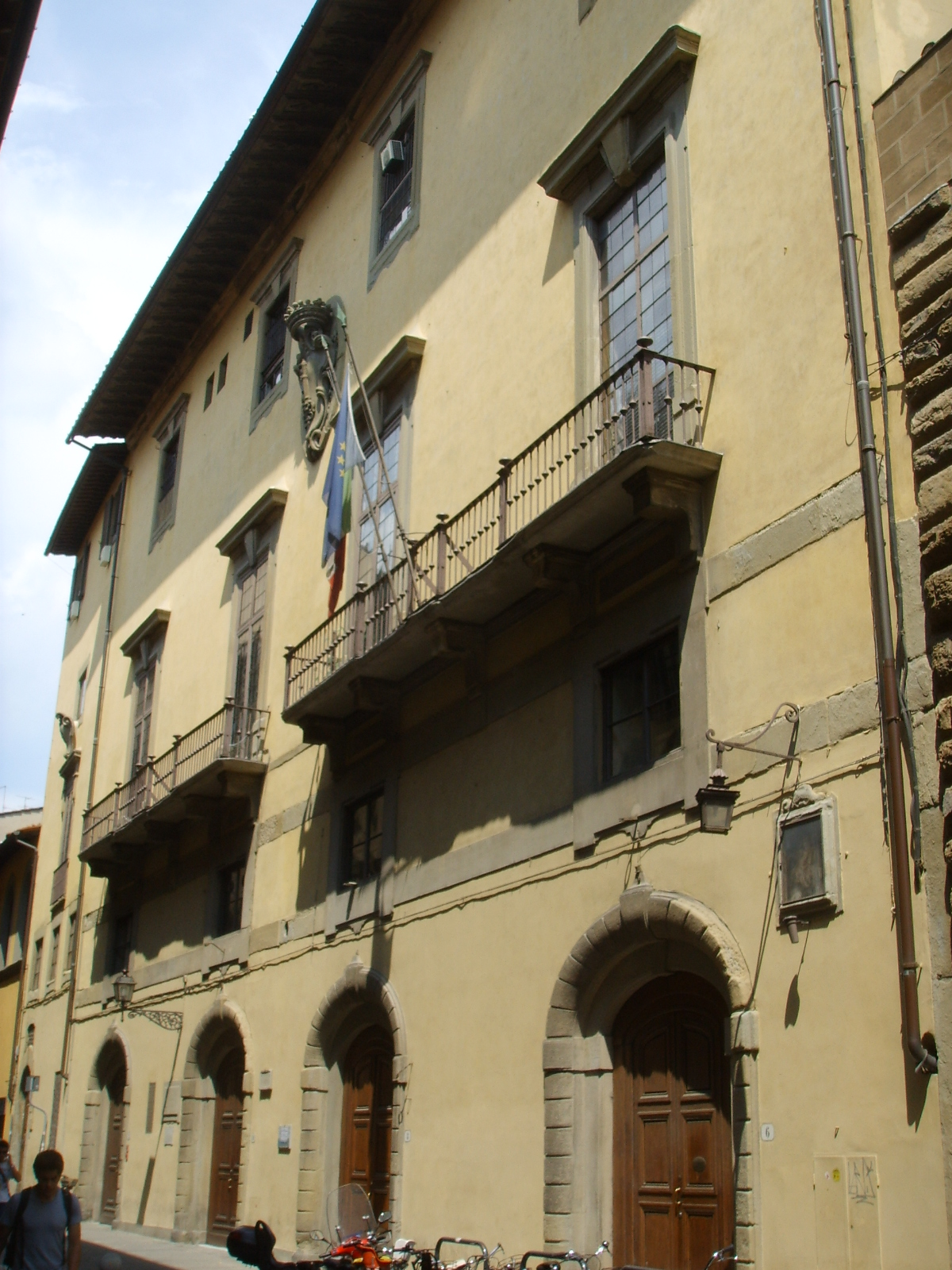
Entrada por via Ginori
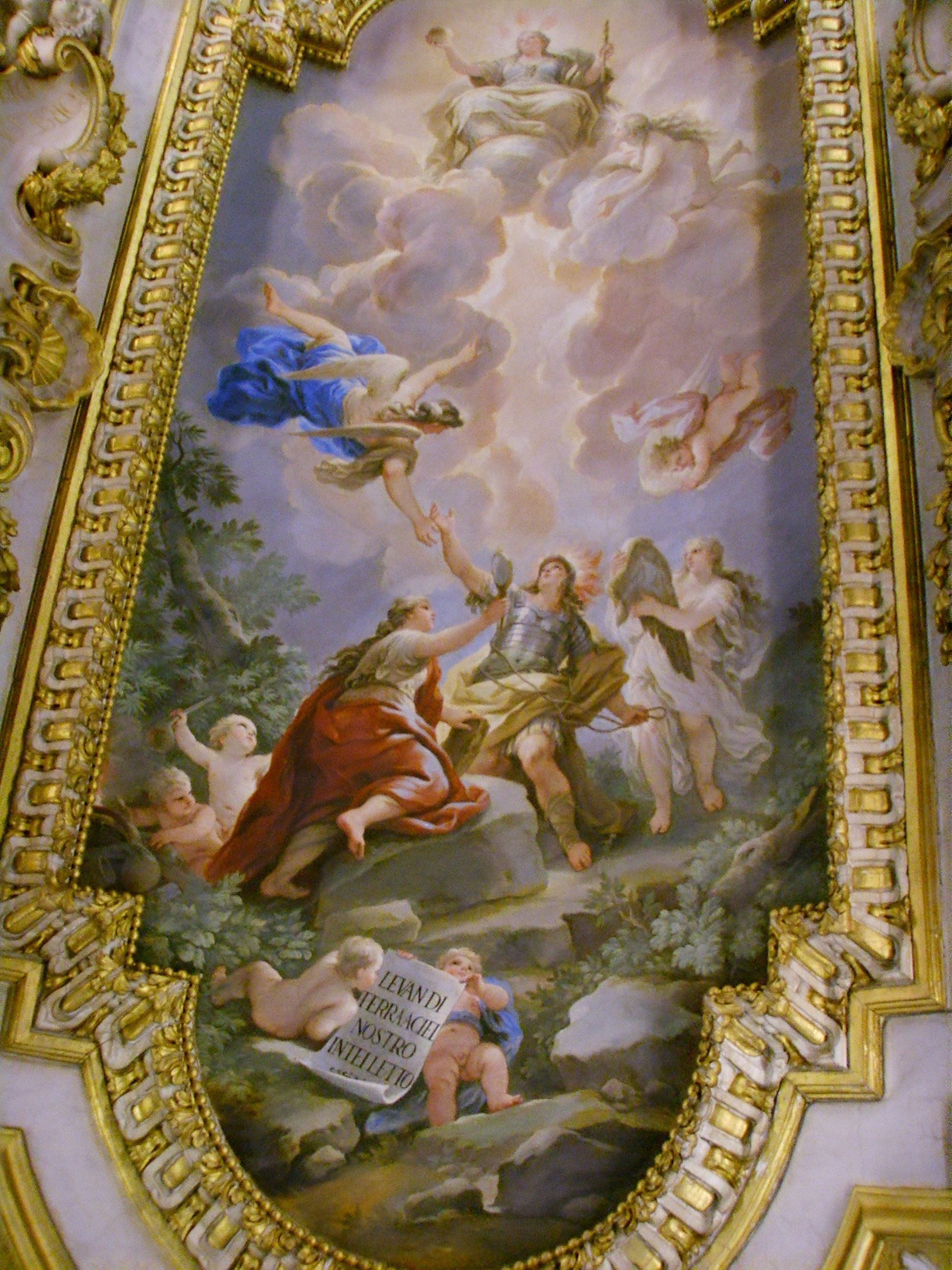
Frescos de Luca Giordano
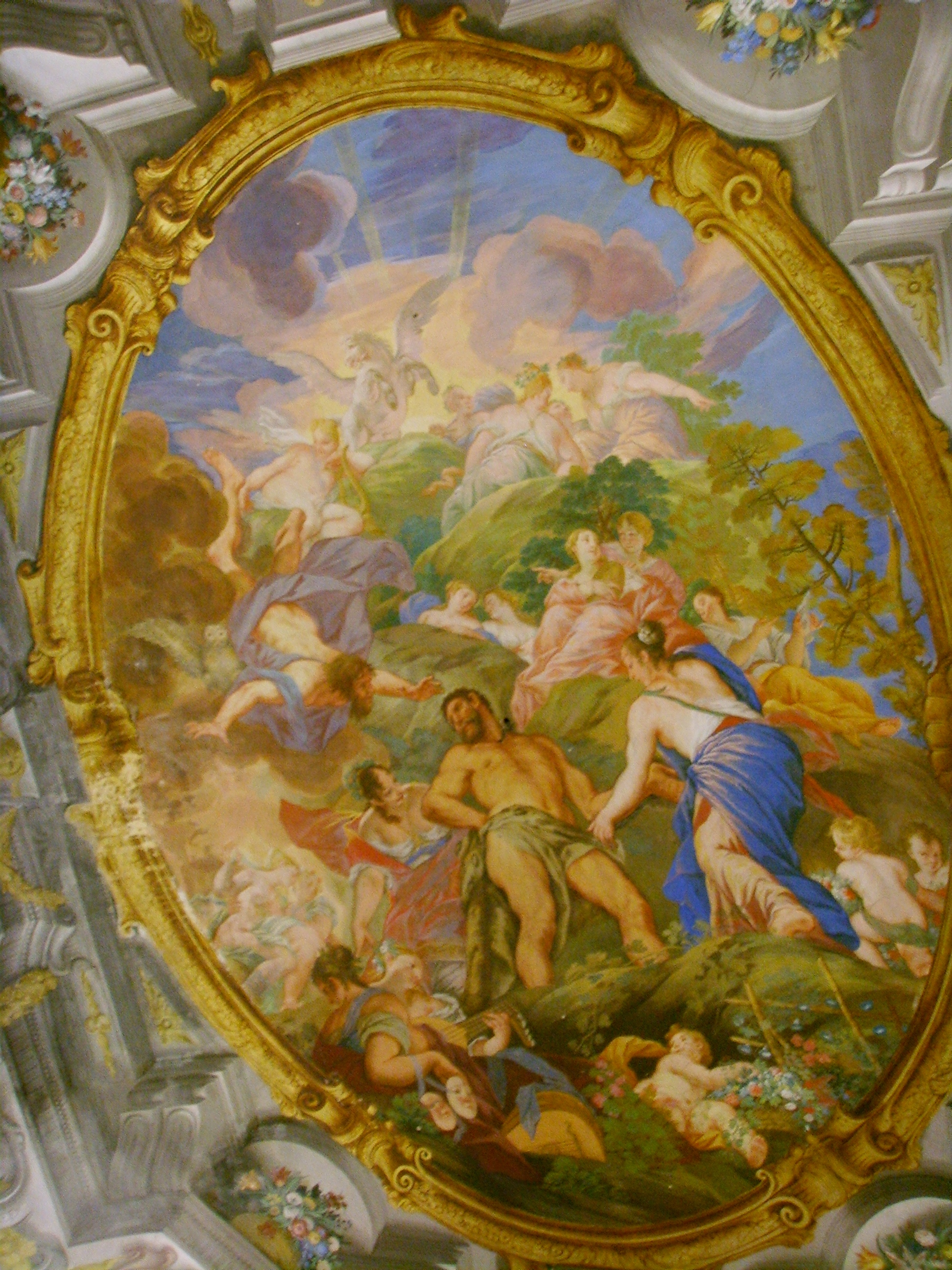
Otros frescos